# Freccia Vallone 2003
La Freccia Vallone 2003, sessantasettesima edizione della corsa, si svolse il 23 aprile 2003 per un percorso di 199,5 km da Charleroi al muro di Huy. Fu vinta dallo spagnolo Igor Astarloa, al traguardo in 4h39'17" alla media di 42,86 km/h.
Furono 104 i ciclisti che portarono a termine il percorso al traguardo di Huy.

## Squadre e corridori partecipanti
| N.      | Cod. | Squadra                          |
| ------- | ---- | -------------------------------- |
| 1-8     | TEL  | Team Telekom                     |
| 11-18   | EUS  | Euskaltel-Euskadi                |
| 21-28   | FAS  | Fassa Bortolo                    |
| 31-38   | QSD  | Quick Step-Davitamon             |
| 41-48   | RAB  | Rabobank                         |
| 51-58   | SAE  | Saeco-Longoni Sport              |
| 61-68   | ONE  | ONCE-Eroski                      |
| 71-78   | ALS  | Alessio                          |
| 81-88   | BLB  | Brioches La Boulangère           |
| 91-98   | LAM  | Lampre                           |
| 101-108 | COF  | Cofidis, le Crédit par Téléphone |
| 111-118 | LOT  | Lotto-Domo                       |
| 121-128 | MAR  | Marlux-Wincor Nixdorf            |

| N.      | Cod. | Squadra                            |
| ------- | ---- | ---------------------------------- |
| 131-138 | GST  | Gerolsteiner                       |
| 141-148 | CSC  | Team CSC                           |
| 151-158 | VIN  | Vini Caldirola-Sidermec-Saunier D. |
| 161-168 | C.A  | Crédit Agricole                    |
| 171-178 | PHO  | Phonak Hearing Systems             |
| 181-188 | DVE  | Domina Vacanze-Elitron             |
| 191-198 | BAN  | iBanesto.com                       |
| 201-208 | USP  | US Postal Service p/b Berry Floor  |
| 211-218 | VLA  | Vlaanderen-T Interim               |
| 221-228 | LAN  | Landbouwkrediet-Colnago            |
| 231-238 | PAL  | Palmans-Collstrop                  |
| 241-248 | COA  | Team Coast                         |

## Ordine d'arrivo (Top 10)
| Pos. | Corridore          | Squadra         | Tempo    |
| ---- | ------------------ | --------------- | -------- |
| 1    | Igor Astarloa      | Saeco           | 4h39'17" |
| 2    | Aitor Osa          | IBanesto.com    | a 16"    |
| 3    | Aleksandr Šefer    | Saeco           | a 56"    |
| 4    | Unai Etxebarria    | Euskaltel       | a 1'00"  |
| 5    | Aleksandr Kolobnev | Domina Vac.     | a 1'06"  |
| 6    | Oscar Mason        | Vini Caldirola  | a 1'08"  |
| 7    | Cristian Moreni    | Alessio         | a 1'13"  |
| 8    | Ángel Castresana   | ONCE-Eroski     | a 1'15"  |
| 9    | Christophe Moreau  | Crédit Agricole | a 1'19"  |
| 10   | Eddy Mazzoleni     | Vini Caldirola  | s.t.     |